# De wet van Wyns
De wet van Wyns was een komisch televisieprogramma op de toenmalige BRTN uit 1991, geschreven door Luk Wyns. Er zijn slechts vier afleveringen van gemaakt.

## Concept
Het programma bestond uit een aaneenrijging van sketches, waarvan er enkele telkens, als een soort vervolgverhaal, terugkeerden. In een minifeuilleton binnen het programma lagen de kiemen van de latere Familie Backeljau, de reeks die Wyns uiteindelijk voor VTM maakte en die in de vroege jaren negentig zeer populair zou blijken.
De sketches waren vooral absurde of groteske kolderhumor, variërend van een opvliegende dokter, over een restaurant met uitzicht op ufo's, tot een liftende Nederlander die naar de Antwerpse Vogelenmarkt wil en alle automobilisten de huid vol scheldt totdat hij bont en blauw geslagen wordt en uiteindelijk op de Vogeltjesmarkt, tot zijn grote vreugde, uit de wagen wordt gegooid: „Het is gelukt! Hoera!“
Er was eveneens een historische rubriek waarin de presentator in een zeer plat accent uitleg gaf over de prehistorie, middeleeuwen et cetera. Zo had de holenmens bijvoorbeeld geen werk, omdat zijn auto daar niet kon geraken: het wiel was immers nog niet uitgevonden! En zelfs al had zijn auto wielen, dan nog kon hij niet vertrekken, want de benzine was nog niet ontwikkeld. De gefrustreerde holenmens in kwestie wil een sigaret opsteken, maar helaas, het vuur is nog niet ontdekt ...
De voorloper van de Familie Backeljau was een zekere familie Verspaendonck. De vader, gespeeld door Wyns, heette Jean. De zoon, gespeeld door Tom Van Landuyt, kreeg voortdurend klappen van Jean; hij gooide zo bijvoorbeeld hakbijlen naar het bord in de klas en maakte er al zijn klasgenoten mee af. De grootmoeder, Lisa Verspaendonck, die ook door Wyns gespeeld werd, werd uit het bejaardentehuis gezet omdat ze een hond had binnengesmokkeld; ook dit werd later herwerkt in het personage Thérèse Backeljau en haar Blackie. Lisa ontwikkelde zich uit wraak tot een woeste bandiet die overvallen pleegde; hieruit ontstond Moemoe, een parodie op de clichés van de Rambofilms, met de grootmoeder als actieheld. Verder was er ook nog een intellectueel koppel dat hun ongeboren zoon in de baarmoeder onderwijs over Napoleon gaf; deze typetjes zijn in de Familie Backeljau tot de ouders van neefje Lionel geëvolueerd.
Elke show eindigde met een lied met bijbehorende videoclip, waaronder een lied van de opvliegende dokter over „ziek Aliceke“ die „twee mooie compactdisken“ krijgt, en een strijdlied van het internaat van de „Jongens van Sint-Damiaan, voor vorstenhuis en Vaticaan“. De regels van dit internaat stipuleerden weliswaar duidelijk hoeveel cocaïne en lsd waren toegelaten, maar verboden ook expliciet het afvuren van Scudraketten in de gang.

## Status
In vergelijking met wat voordien op de Vlaamse televisie was vertoond, kan "De wet van Wyns" als vernieuwend worden beschouwd; het programma paste in een golf van absurde humor waartoe ook Lava behoorde en die in de vroege jaren negentig duidelijk in zwang was.